# 孔廣林
孔廣林（1746年1月22日—1814年6月11日），小名孔同，原名孔廣枋，字叢伯，號幼髯，晚號贅翁。山東省兗州府曲阜縣人。清代經學家、戲曲家。:51

## 生平
孔廣林生於乾隆十一年正月初一日（1746年1月22日）辰時:1a，按輩分原名廣枋，三歲時伯母王氏認為「枋」字「方」、「柄」二音皆不佳，故改其名為廣林:206。孔廣林自幼隨父親孔繼汾官京師，後因奉母回曲阜故里，習經史詩文及八股文。乾隆二十九年（1764年），補博士弟子員。三十年（1765年），補廩膳生。然屢考鄉試不中。三十四年（1769年），始繼承家學，潛心研治《三禮》，並學篆書及集石鼓文。三十五年（1770年），再應鄉試不中，後應族人命署太常寺博士。三十六年（1771年）春，乾隆帝南巡，孔氏隨族人恭迎，充任復聖位捧帛官。同年秋，鄉試又不中，此後放棄仕進之念，專事《禮記》之學。三十九年（1774年），孔繼汾為孔廣林捐資得補廩貢生，但孔廣林依然專注學術，並致力於搜求東漢經學家鄭玄遺著以發揚鄭學。四十二年（1777年），輯有鄭氏《六藝論》、《周易注》、《尚書注》、《毛詩譜》等書凡18種共72卷。:51
乾隆四十九年（1784年）十一月，孔繼汾所編撰《孔氏家儀》遭族人告發，指內容涉嫌叛清，違背《大清律例》。五十年（1785年），孔繼汾獲罪發配伊犁，孔廣林、孔廣森兄弟為父親奔波南北，向親友乞援以籌募贖金。五十一年（1786年），孔繼汾終獲赦免，然八月病卒杭州；同年十一月，孔廣森亦離世。族人其後更因孔繼汾案公議孔廣林及其子嗣不得葬入孔林。然而孔廣林仍繼續潛心於學術，尤其是研討鄭學。嘉慶元年（1796年）春，與妻王氏南遊杭州。當時經學家阮元主浙江學政，亦曾於公餘拜訪孔氏。孔氏也曾與丁傑、陳鱣、臧庸等學者互相交流鄭玄經說等學術問題。二年（1797年）五月回鄉，後專以詞曲自娛。五年（1800年），撰成雜劇《女專諸》。七年（1802年），經七易其稿，傳奇《鬥雞懺》撰成。十一年（1806年）秋，始自撰年譜。十二年（1807年），自號贅翁，並撰有《贅翁說》一書。十四年（1809年），因深愛明代戲曲家臧懋循所編《元曲選》一百卷，但嫌其所選百種曲作粗疏，遂再從《元曲選》中摘錄四十劇。十五年（1810年），貤封奉直大夫。十六年（1811年）至十七年（1812年）間，收集歷年所撰戲曲作品及相關著述並自加註解，合纂成《溫經樓遊戲翰墨》20卷。十七年並重錄以往所撰經學著作，匯為《孔叢伯說經五稿》37卷。十八年（1813年），重新審校鄭玄遺著，合為《通德鄭氏遺書所見錄》72卷。十九年四月二十三日（1814年6月11日）亥時卒。:1a:25:51

## 家族
孔廣林為孔子七十代孫。祖父孔傳鐸為第二十三代衍聖公。堂叔孔繼涵、父親孔繼汾、弟孔廣森皆為經學家。:1a:24-25
妻王氏。長子孔昭薪，嘉慶二十三年（1818年）戊寅恩科舉人。次子孔昭藹，曾署太常寺博士。三子孔昭蔩，曾任曲阜洙泗書院學錄。:1a-2b

## 評價
阮元曾於《小滄浪筆談》稱許孔廣林云：「海內治經之人，留心鄭學者，如常博，斯可謂專且勤矣。」:32a
學者孫楷第曾為孔廣林《溫經樓遊戲翰墨》解題，並評價其戲曲作品：「自來曲家撰曲，未有計較毫釐，用力如是之深者。惟詞曲之妙出於性靈，廣林但墨守繩尺，而施之於文，往往不能暢其意。是以集中諸詞，除散套隨意吟詠，詞意稍顯外，餘大抵蹇拙，以視桂馥《後四声猿》殆尤甚焉。蓋經典、文學，判然兩途，自非天才卓異，鮮能並美。」:372

## 著述
孔廣林主要經學著述為《孔叢伯說經五稿》，收有著作6種合共37卷，包括《周禮臆測》7卷（連《續錄》1卷）、《儀禮臆測》18卷（連《續錄》1卷）、《吉凶服名用篇》9卷（連《續錄》1卷）、《禘祫觿解篇》1卷、《明堂億》1卷（附《儀禮士冠禮箋》1卷）。並輯有《通德鄭氏遺書所見錄》72卷，輯錄鄭玄遺著共18種。詩文集包括《延恩集》1卷，以及《幼髯韻語錄存》1卷（附《外集》1卷）。另有戲曲作品集《溫經樓遊戲翰墨》20卷（連《續》1卷），收有雜劇《女專諸》、《璿璣錦》、《松年長生引》；傳奇《鬥雞懺》等作品。自撰年譜《溫經樓年譜》。:309:40